# Ans van den Berg (kunstenares)
Anna Carolina van den Berg (Amsterdam, 18 februari 1873 – aldaar, 6 oktober 1942) was een Nederlands kunstschilder.
Ans van den Berg behoorde tot de Amsterdamse Joffers, een groep vrouwen die zich specialiseerde in het schilderen van stillevens en bloemen in een vlotte impressionistische stijl. Zij was de enige van de Amsterdamse Joffers die de Academie niet bezocht, maar door een leertijd in Parijs ontwikkelde zij zich tot een knap schilderes. Zij schilderde portretten en figuren, Larense binnenhuisjes, maar haar voorkeur ging toch uit naar het bloemstilleven.
Na te Brussel de kostschool te hebben bezocht, ontving zij in Amsterdam schilderlessen van juffrouw Keuchenius, de latere mevrouw Dijsselhof, terwijl Jo Bauer haar in het tekenen naar de menselijke figuur onderrichte. Van tijd tot tijd verbleef zij in Parijs, waar zij veel naar levend model heeft getekend en waar de figuur haar zeer bezig hield.
In Holland teruggekeerd, heeft zij een levendig verkeer met een groep Larense schilders (de Larense School) waar zij met o.a. de schilders Hogerwaard en De Groot samenkwam. Ook het Larense binnenhuis, een gezocht onderwerp in die dagen, koos zij zich tot object.
Met Jacoba Surie had zij 36 jaar een atelier aan de Keizersgracht en met haar maakte jarenlang vakantiereizen waarop het schetsblok steeds werd meegenomen. 

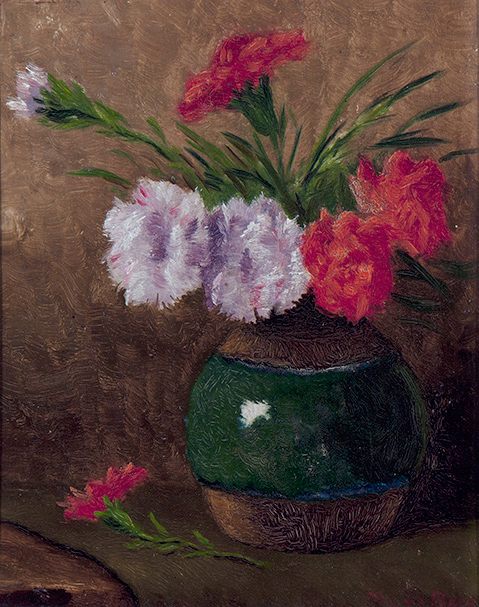
Stilleven met anjers

Aan de academie ontstond een vriendenkring van kunstenaressen die later de naam de Amsterdamse Joffers kreeg, bestaande uit de kunstenaressen Lizzy Ansingh, Marie van Regteren Altena, Coba Ritsema, Jacoba Surie, Nelly Bodenheim, Betsy Westendorp-Osieck en Jo Bauer-Stumpff.

## Bron
- Eikeren, Johan H. van (1947) De Amsterdamse joffers: Maria E. van Regteren Altena, Ans van den Berg, Jo Bauer-Stumpff, Nelly Bodenheim, Lizzy Ansingh, Coba Ritsema, Coba Surie, Betsie Westendorp-Osieck F.G. Kroonder ISBN 90-5897-422-7

## Een keuze uit haar stillevens

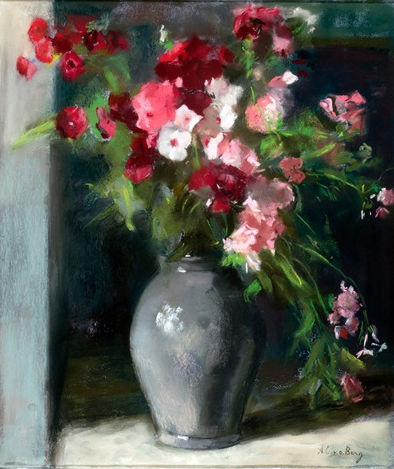
Zomerboeket in een vaas
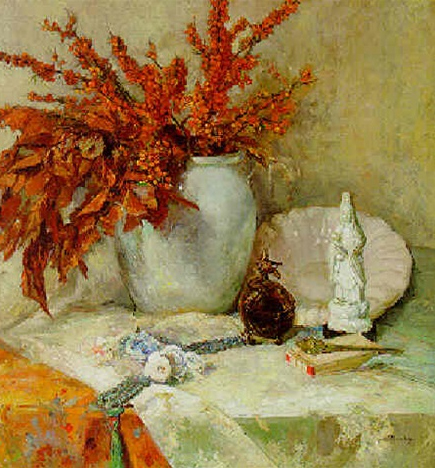
Herfsttakken
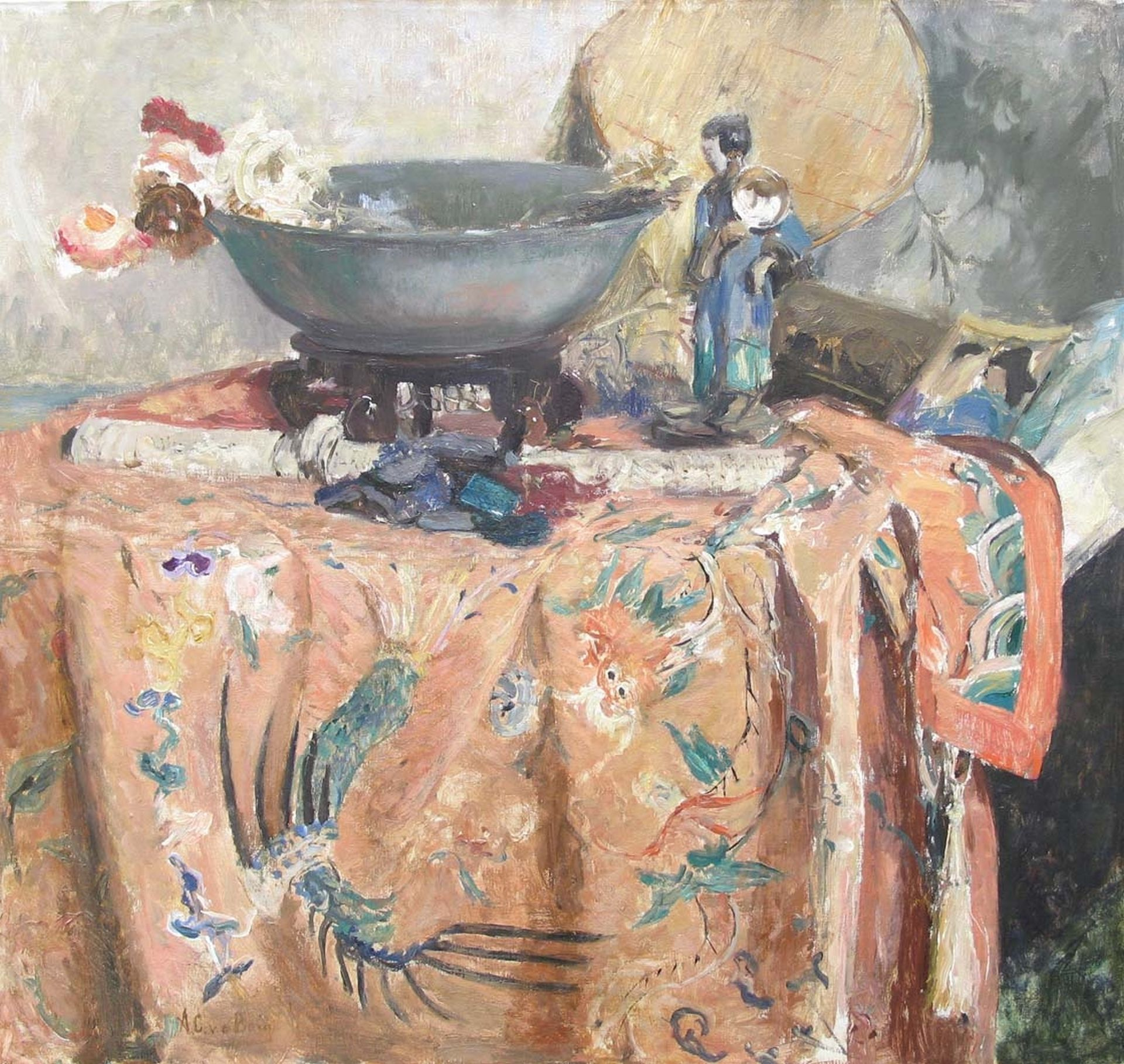
De Chinese lap
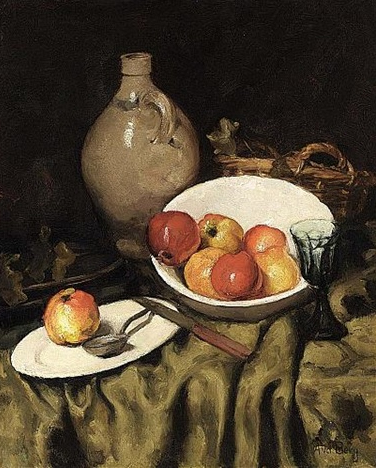
Stilleven met appels
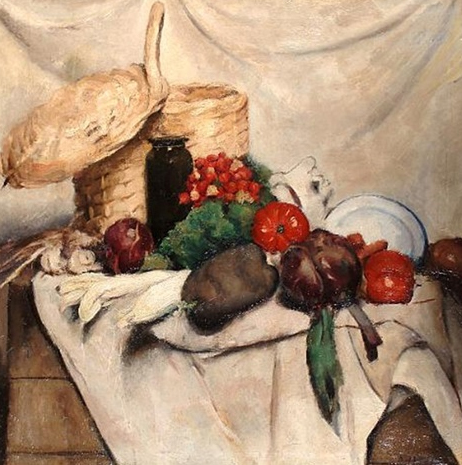
Stilleven met groenten
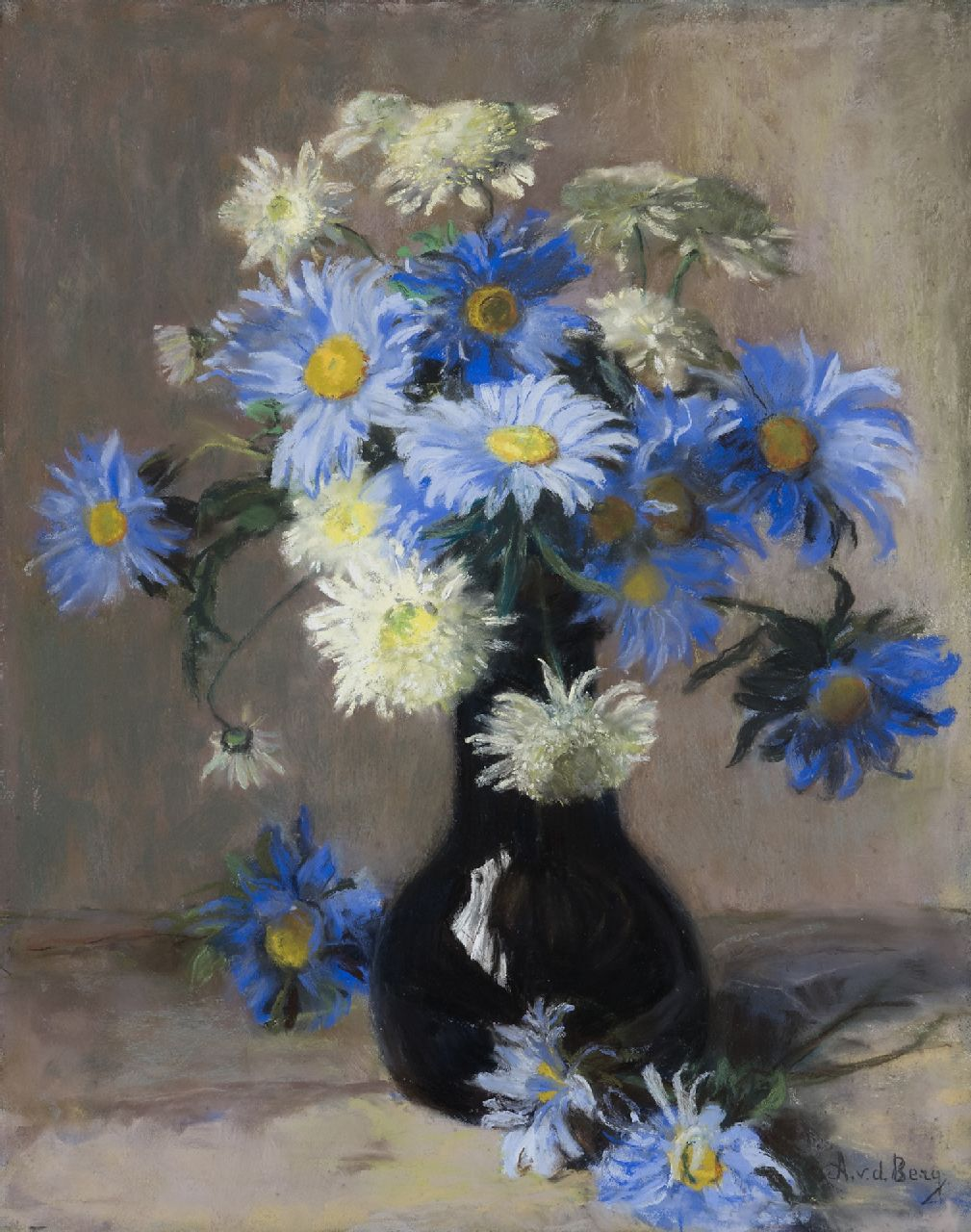
Bloemstilleven met chrysanten
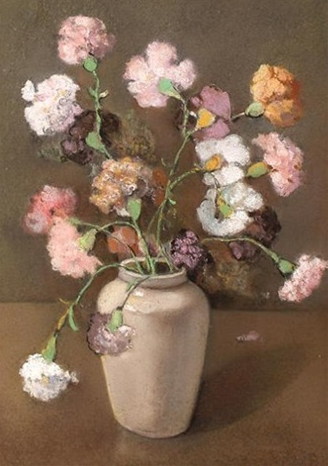
Anjers in een aardenwerken vaas
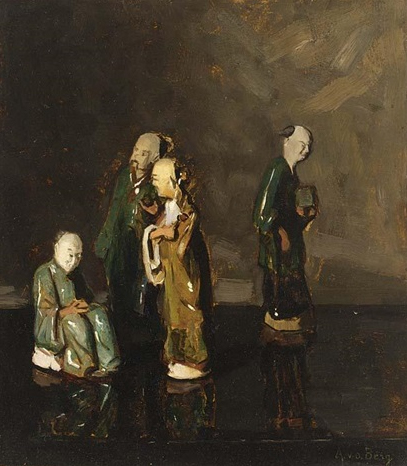
Stilleven met Chinees porselein
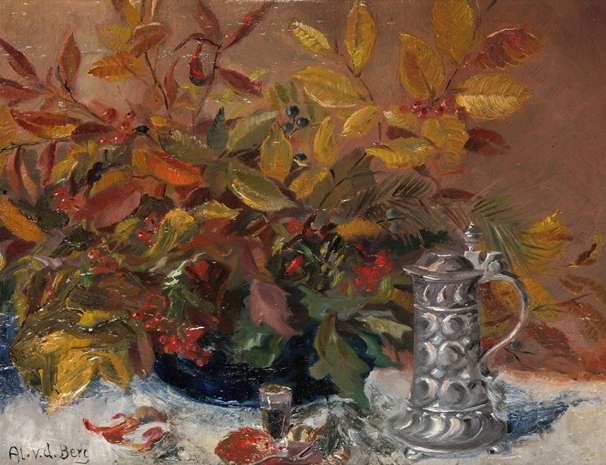
Herfststilleven
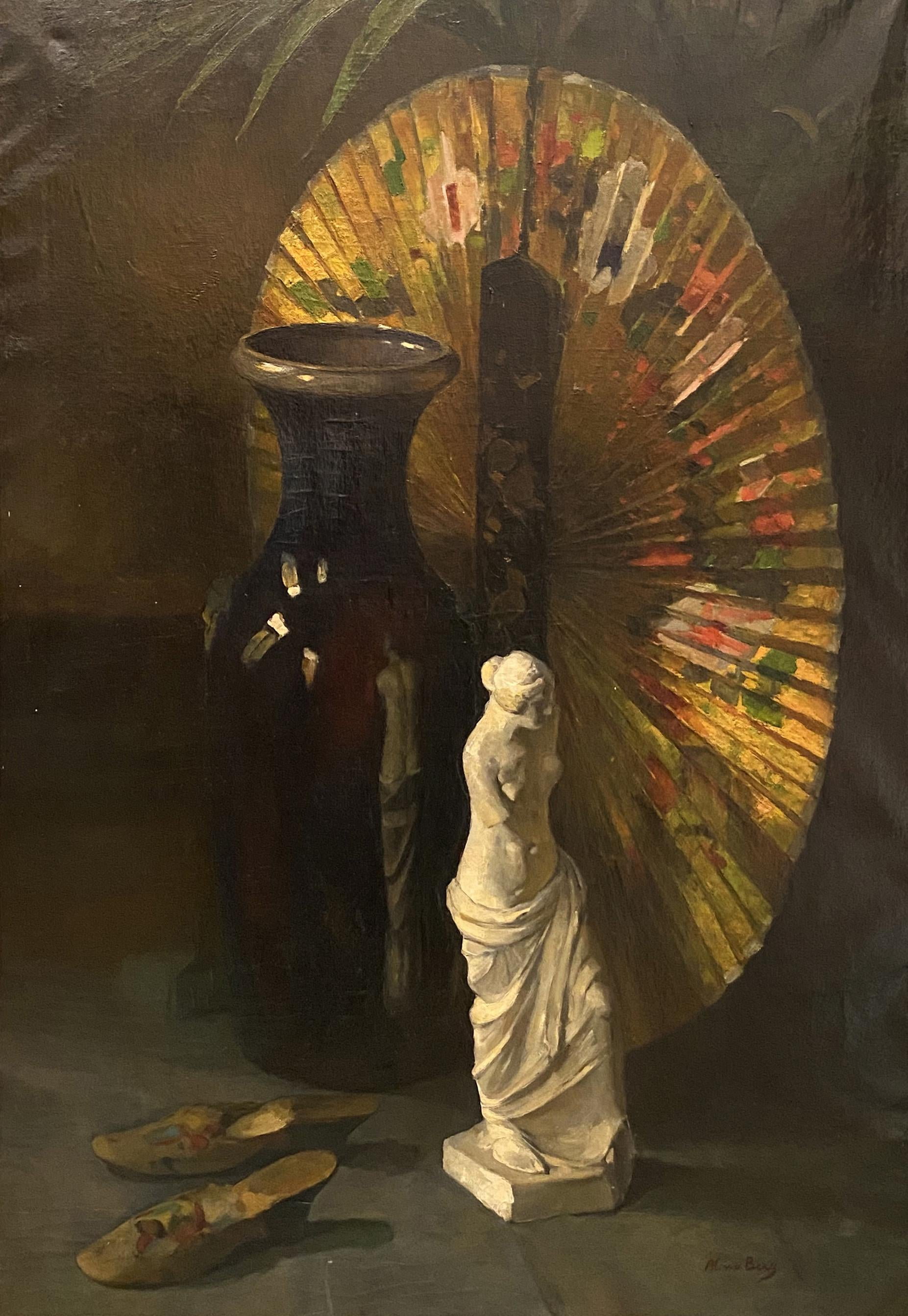
Stilleven met een Japanse waaier en een plaasteren figuur
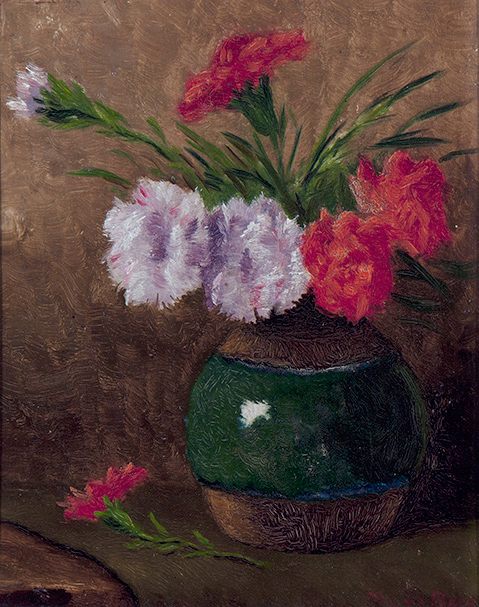
Stilleven met anjers
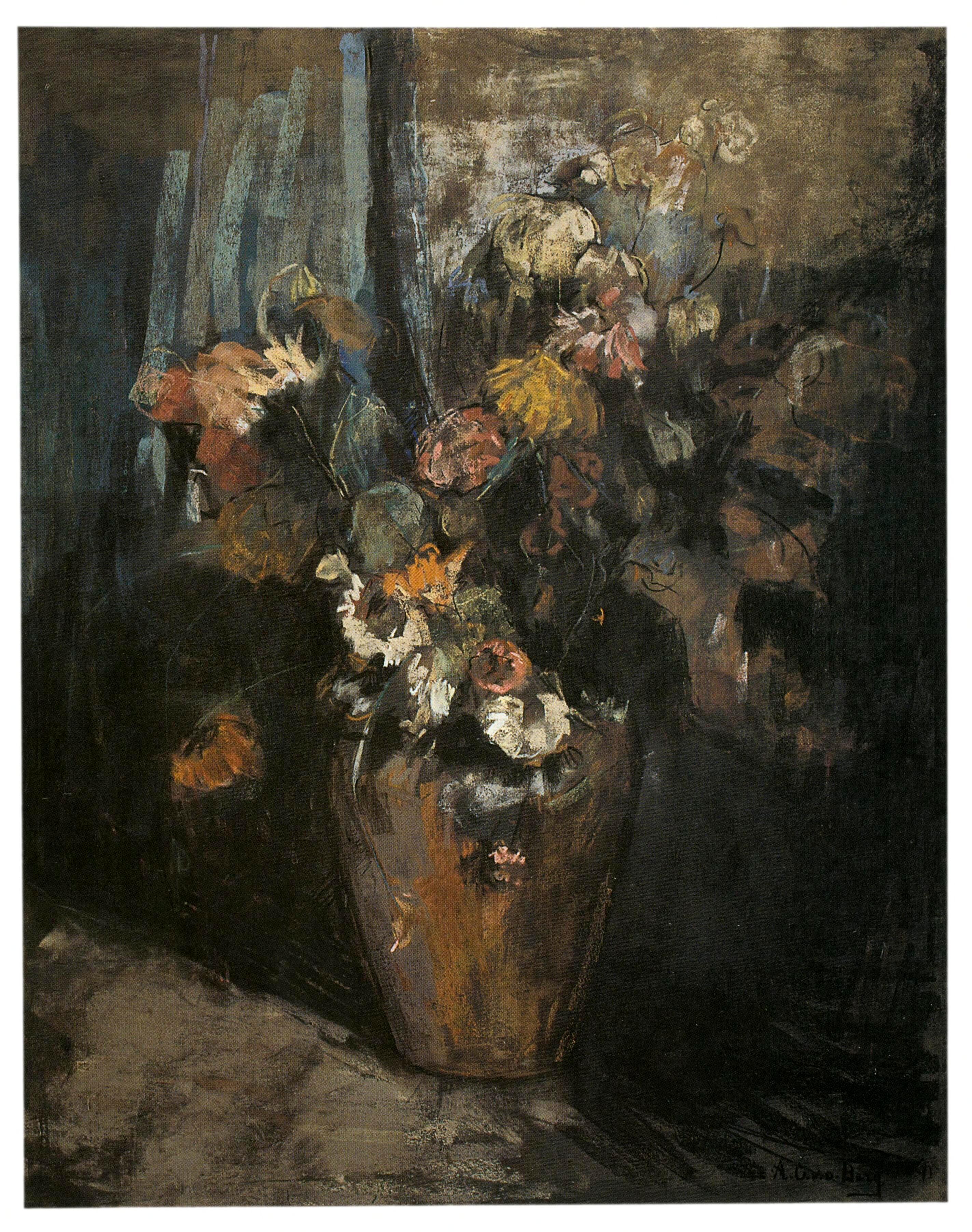
Bloemstilleven
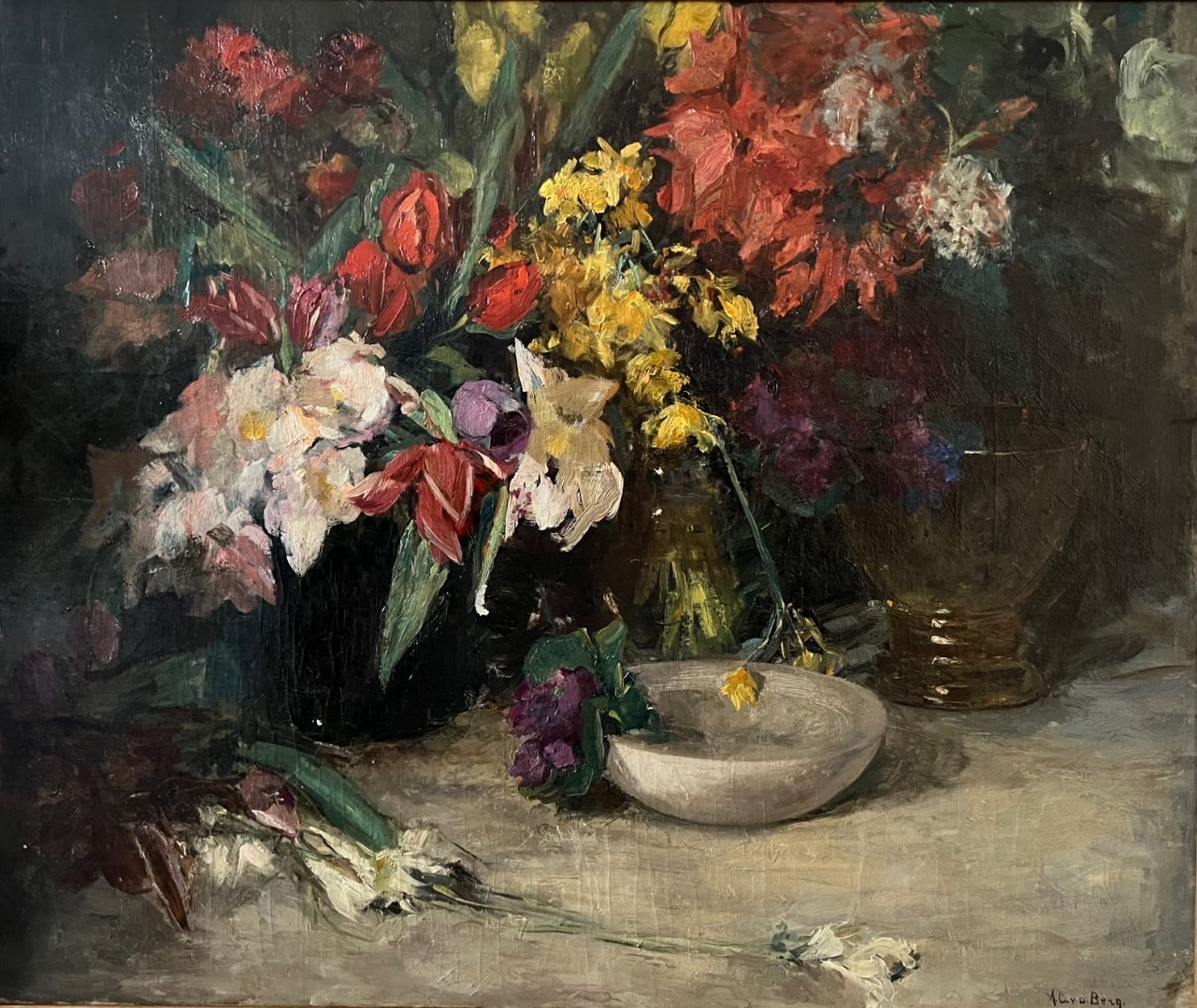
Stilleven met bloemen

Lizzy Ansingh · Jo Bauer-Stumpff · Ans van den Berg (kunstenares) · Nelly Bodenheim · Marie van Regteren Altena · Coba Ritsema · Jacoba Surie · Betsy Westendorp-Osieck
- Biografisch Portaal: 96403000
- Nederlandse Thesaurus van Auteursnamen: 086861581
- RKD-Nederlands Instituut voor Kunstgeschiedenis: 6833
- Union List of Artist Names: 500165101
- Virtual International Authority File: 157012317